# Hanburia subcyclanthera
Hanburia subcyclanthera är en gurkväxtart som först beskrevs av Charles Jeffrey, och fick sitt nu gällande namn av H.Schaef. och S.S.Renner. Hanburia subcyclanthera ingår i släktet Hanburia och familjen gurkväxter. Inga underarter finns listade i Catalogue of Life.